# Acacia leptalea
Acacia leptalea é uma espécie de leguminosa do gênero Acacia, pertencente à família Fabaceae.